# Nani Vazana
Noam Vazana (Haifa, 9 november 1982), beter bekend als Nani Vazana of Nani, is een Israëlisch zangeres, songwriter en muzikante. Ze speelt trombone en piano en zingt in het Engels en in het Ladino, de taal van de Sefardische Joden. Ze woont in Nederland.

## Biografie
Noam Vazana is geboren in Israël. Haar ouders zijn Sefardische Joden die oorspronkelijk uit Marokko komen: haar vader kwam uit Fez, haar moeder uit Casablanca. In de jaren 1950 migreerden haar ouders los van elkaar naar Israël, ze waren toen beide nog kleine kinderen. 
Omdat Vazana's vader het verleden achter zich wilde laten, werd in het ouderlijk huis in Israël alleen Hebreeuws gesproken en geen Ladino, Arabisch of Frans. Vazana zong wel Ladino liedjes met haar oma, die Ladino als moedertaal had. 
Vazana studeerde aan de Muziekacademie in Jeruzalem en Tel Aviv. In 2006 kwam ze naar Nederland om te studeren aan het Conservatorium van Amsterdam. Een paar jaar later besloot ze zich blijvend in Nederland te vestigen.

## Eerste albums:Daily SketchenLove Migration
In 2011 en 2013 bracht ze haar eerste albums uit met Engelstalige popliedjes. Beide albums werden goed ontvangen. In recensies werd Vazana's stijl vergeleken met Kate Bush en Tori Amos.

## Ladino albums:Andalusian BrewenKe Haber
Rond 2014 was Vazana in Marokko voor een optreden op het Tanjazz festival in Tanger. Ze bracht toen een bezoek aan Fez en Casablanca, de geboortesteden van haar (groot)ouders. In Fez hoorde ze op straat een melodie die ze herkende van de Sefardische liedjes die haar oma voor haar zong. Kort daarna besloot Vazana dat ze iets met Sefardische muziek wilde doen.
In 2018 bracht ze het album Andalusian Brew uit. Op dit album zong ze traditionele Sefardische liederen met eigen arrangementen. Ze koos als artiestennaam Nani, omdat haar oma haar zo noemde. In 2018 en 2019 gaf ze optredens in onder andere het Bimhuis (voor het Amsterdam Roots Festival), Paradiso, het Kennedy Center en het Jerusalem Jazz Festival.
Vazana merkte dat ze het als singer-songwriter te beperkend vond om alleen liedjes van anderen te zingen. Ze ging daarom zelf songs schrijven in de Ladino-taal. In 2021 bracht ze Ke Haber uit, een album in de Ladino-taal met grotendeels eigen songs en nieuwe versies van oude liedjes of gedichten. Vazana zingt op Ke Haber over actuele onderwerpen, zoals een gearrangeerd huwelijk of een gendertransformatie. Vazana hoopt met deze muziek bij te dragen aan het levend houden van de Ladino-taal en -cultuur. 
Sindsdien gaf Vazana optredens op onder andere het London Jazz Festival, het Montana Folk Festival, het Ashkenaz Festival in Toronto, het Richmond Folk Festival en in de Library of Congress. In maart 2022 stond Ke Haber op nummer 13 in de World Music Charts Europe. In januari 2023 gaf Vazana een optreden in het Bimhuis. De Volkskrant beoordeelde dit optreden met vier sterren, noemde haar liedjes "onweerstaanbaar" en schreef over het belang van Vazana's werk: "Het Ladino krijgt er [...] een stoot nieuwe levenskracht mee en alleen al daarom is het werk van Vazana van onschatbare waarde."
In 2024 won Vazana Liet International, een Europese liedjescompetitie voor regionale en minderheidstalen, met haar lied Una Segunda Piel, gezongen in het Ladino.

## Radio- en televisie-optredens (selectie)
- VPRO, Vrije Geluiden (april 2021)[22]
- BBC Radio 3, Music Planet (maart 2022)[23]
- NPO Radio 1, EO, Dit is de Zondag  (interview) (september 2022)[24]
- NPO 2, EO, Dromen met Nani (serie, oktober-november 2023)[25]

## Discografie
- Daily Sketch (2011)
- Love Migration (2013)
- Andalusian Brew (2018)
- Ke Haber (2021)